# Mareuil-sur-Ay
Mareuil-sur-Ay is een plaats en voormalige gemeente in het Franse departement Marne in de regio Grand Est en telt 1139 inwoners (2005). De plaats maakt deel uit van het arrondissement Épernay.

## Geschiedenis
Mareuil-sur-Ay viel onder het het kanton Ay totdat dit op 22 maart 2015 werd opgeheven en de gemeente werd opgenomen in het op die dag gevormde kanton Épernay-1. Op 1 januari 2016 fuseerde de gemeente met de gemeenten Ay en Bisseuiltot de commune nouvelle Aÿ-Champagne.

## Wijnbouw
De gemeente is een premier cru van de Champagne, een status die voor alle wijngaarden in de gemeente geldt. In de ommuurde Clos Saint-Hilaire worden de druiven voor een bijzondere champagne verbouwd.

## Geografie
De oppervlakte van Mareuil-sur-Ay bedraagt 11,5 km², de bevolkingsdichtheid is 99,0 inwoners per km².
De onderstaande kaart toont de ligging van Mareuil-sur-Ay met de belangrijkste infrastructuur en aangrenzende gemeenten.

## Demografie
Onderstaande figuur toont het verloop van het inwonertal (bron: INSEE-tellingen).

## Afbeeldingen

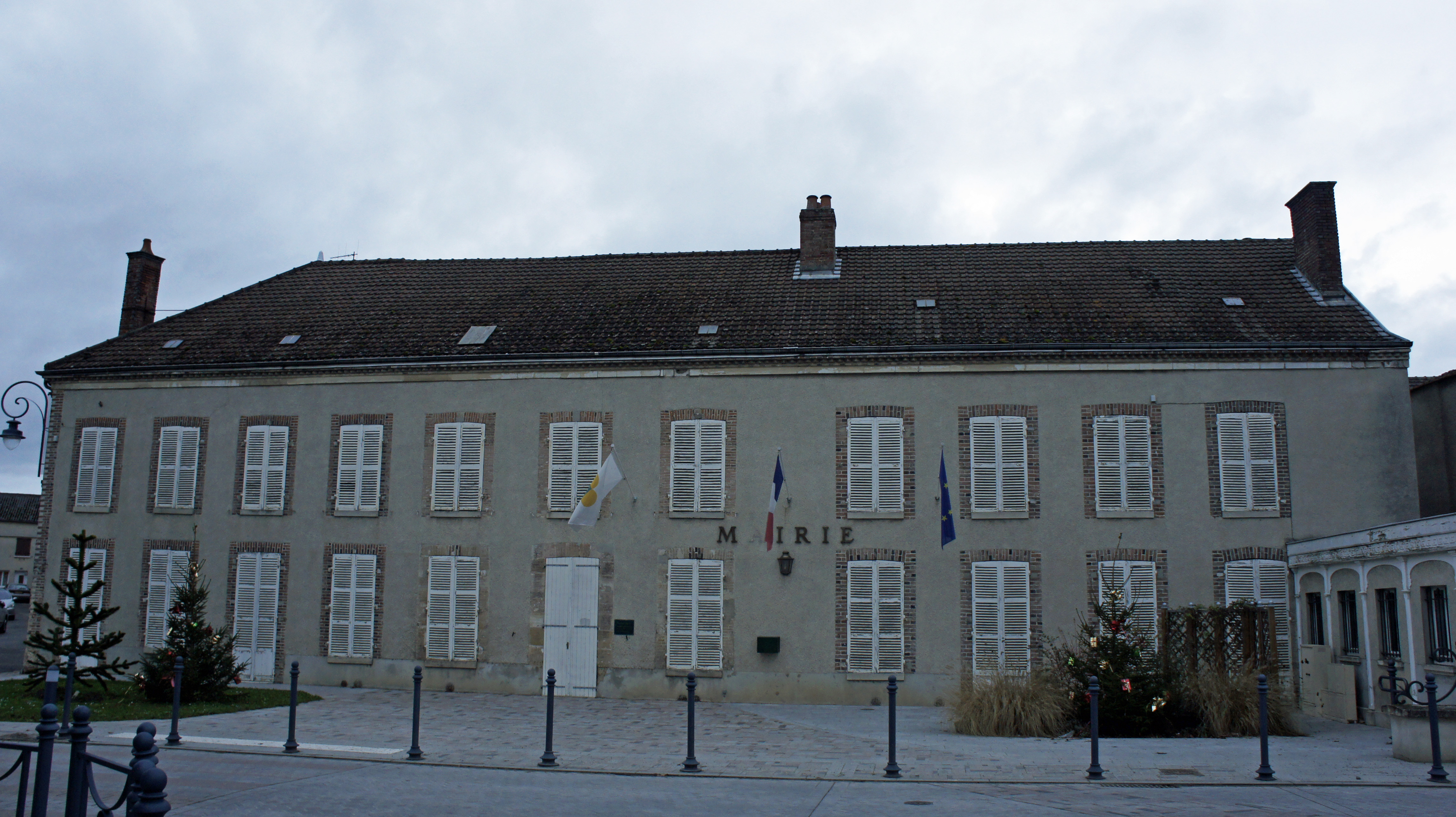
Voormalig gemeentehuis
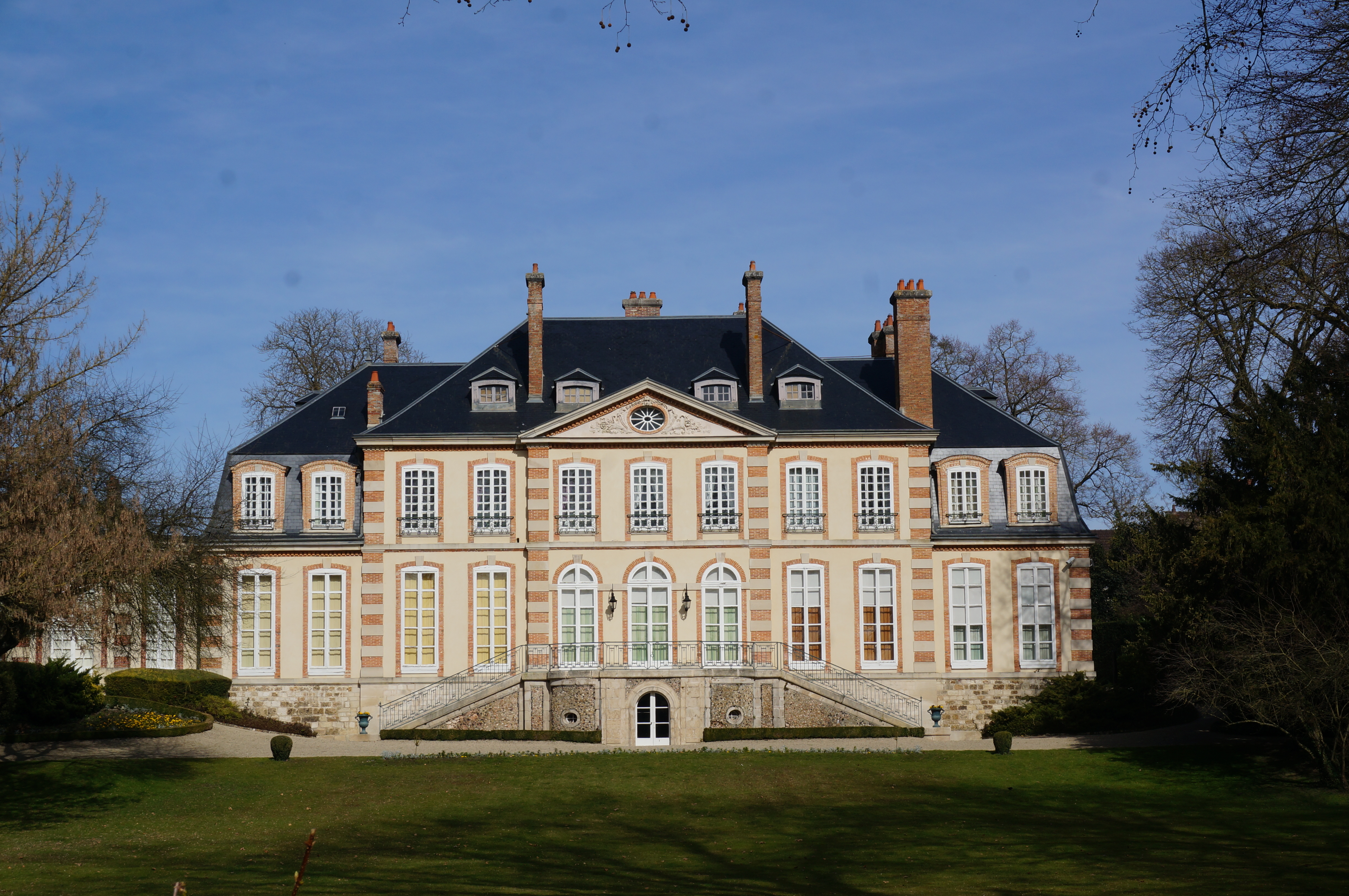
Château de Mareuil
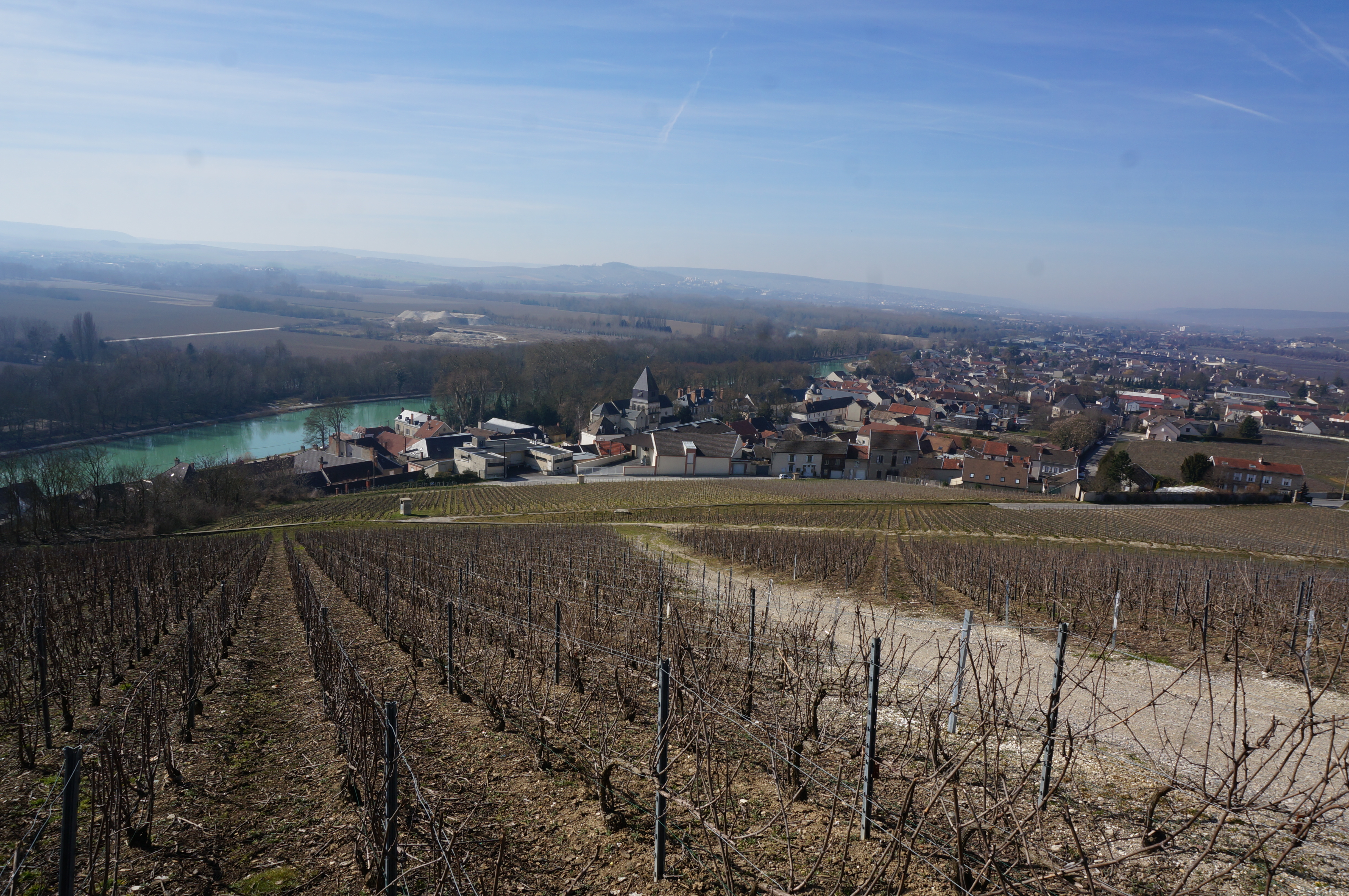
Wijngaarden bij Mareuil-sur-Ay